# Transports en commun de Saintes
Pour les articles homonymes, voir Buss.
BUSS est le nom commercial du réseau de transports en commun de la Communauté d'agglomération de Saintes, exploité par RATP Dev Saintes, filiale du groupe RATP Dev. Créé en 1991, le réseau ne desservait que les communes de Saintes, Thénac, Chermignac et Les Gonds à ses débuts. Il connaît une importante restructuration le 4 novembre 2024, notamment avec l'adoption d'une nouvelle identité et une refonte de deux des trois lignes urbaines.

## Historique

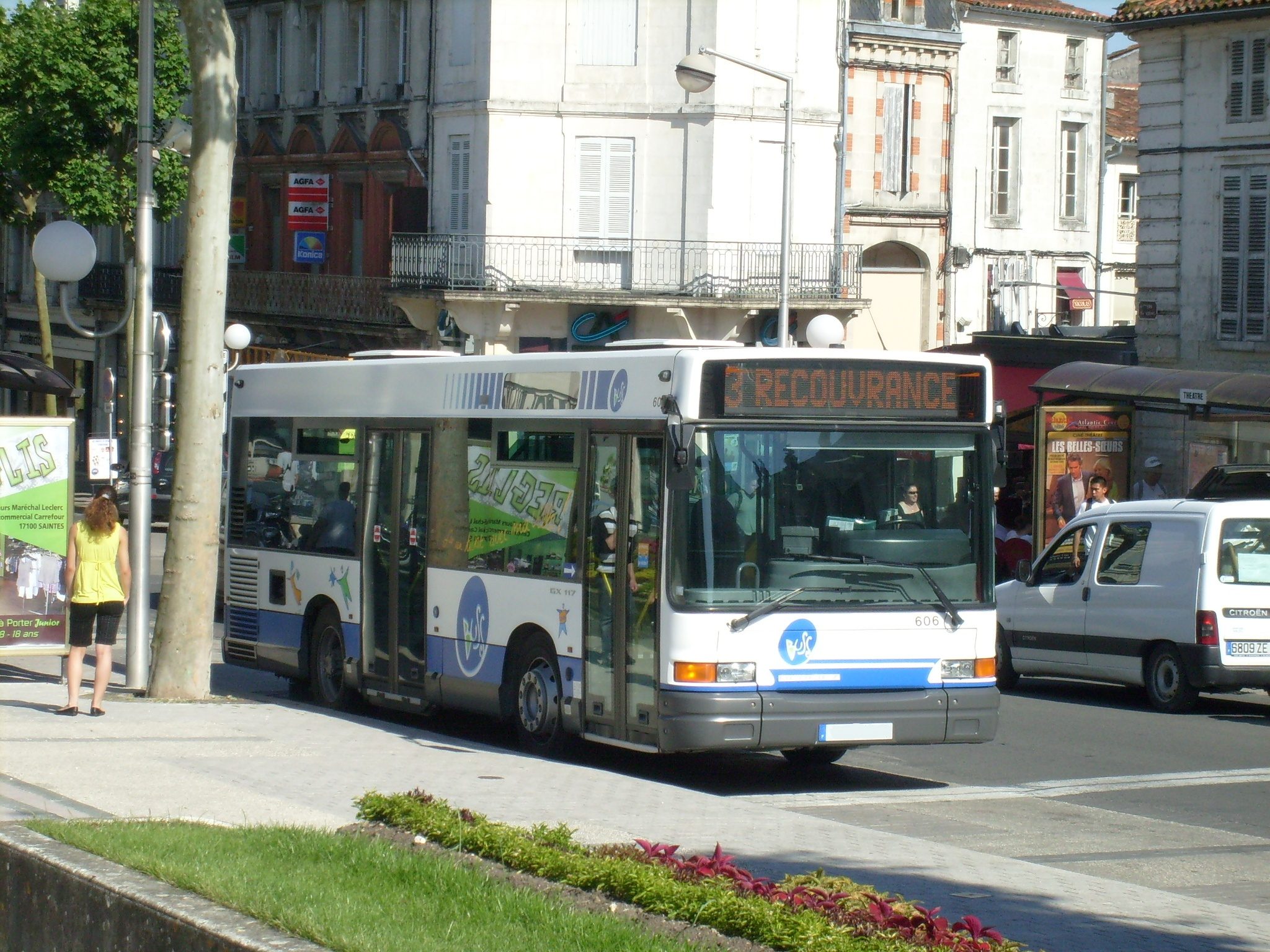
Heuliez GX 117 no 606 de la Ligne 3 avec l'ancienne livrée du réseau, à l'arrêt Théâtre.

La création du réseau BUSS remonte à 1991, lorsque la ville de Saintes crée le syndicat intercommunal des transports urbains de l'agglomération de Saintes (SITU), une structure qui sera chargée de la gestion du réseau. En plus de Saintes, les communes de Thénac, Chermignac et Les Gonds décident d'adhérer au syndicat et sont donc également desservies par le réseau. Durant les années suivantes, de nombreux services vont être développés par le syndicat, notamment avec la création en 1995 du service de nuit Noctam'Buss et de la boutique Buss à la galerie du Bois-d'Amour, du service de transport à la demande « Allo Buss » en 2000 et du service « Allo Buss + » destiné au transport des personnes à mobilité réduite en janvier 2008,.
Le 1er juin 2011, les communes de Fontcouverte, Bussac-sur-Charente et Saint-Georges-des-Coteaux rejoignent le SITU.
En 2012, le périmètre d'intervention du réseau est élargi lorsque les compétences du SITU sont transférées à la communauté de communes du Pays Santon. Ce transfert de compétences offre la possibilité à près d'une douzaine de communes supplémentaires de pouvoir être desservies par le réseau Buss et permet à celui-ci d'avoir des moyens accrus.
À la suite de la création de la communauté d'agglomération de Saintes le 1er janvier 2013, le réseau connait une restructuration importante, notamment des trois lignes urbaines 1, 2 et 3, qui sont rebaptisées A, B et C, avec des itinéraires un peu modifiés, et la création de la Navette de la gare. À cette occasion, le réseau adopte une toute nouvelle identité avec un logo directement inspiré par celui de l'agglomération, et une nouvelle livrée pour les bus.
L'exploitation du réseau est assuré par Keolis Saintes, une filiale du groupe Keolis, dans le cadre d'une délégation de service public de la Communauté d'agglomération de Saintes pour une période allant du 1er juillet 2013 au 30 juin 2018 pour les services réguliers. Keolis Saintes est également chargé de l'exploitation du service de transport à la demande, mais dans le cadre d'un marché public, pour une période allant du 1er juillet 2013 au 30 juin 2016.
Le 19 septembre 2015, Buss inaugure sa toute nouvelle boutique au 20 cours National, en remplacement de celle ouverte à la galerie du Bois-d'Amour en 1995. Ce déménagement de la boutique Buss sur l'une des principales artères de Saintes lui permet d'avoir une meilleure visibilité et d'offrir un meilleur confort d'accueil aux usagers.
En 2023, il n'existe pas encore de bus le soir, même en été, ce qui défavorise les touristes ne possédant pas de voiture.
En 2024, RATP Dev Saintes, filiale de RATP Dev, assure l'exploitation du réseau pour une durée de 7 ans. Une restructuration importante du réseau a lieu : Nouvelle identité visuelle, allongement de la ligne B jusqu'à la nouvelle zone du Parc Atlantique des Coteaux, changement d'itinéraire de la ligne C, amplitude horaire plus large, TAD sur les lignes scolaires sur les sorties de 18h et 13h... Depuis septembre 2024, les lignes scolaires ne circuleront plus qu'avec des cars. Auparavant, certaines lignes scolaires étaient exploitées avec des bus de ville.

## Identité visuelle (Logo)

Logo du réseau Buss de 1991 à 2002.
Logo du réseau Buss de 2002 au 2 septembre 2013.
Logo du réseau Buss du 2 septembre 2013 à juillet 2024.
Logo du réseau Buss à partir de fin 2024

## Lignes du réseau

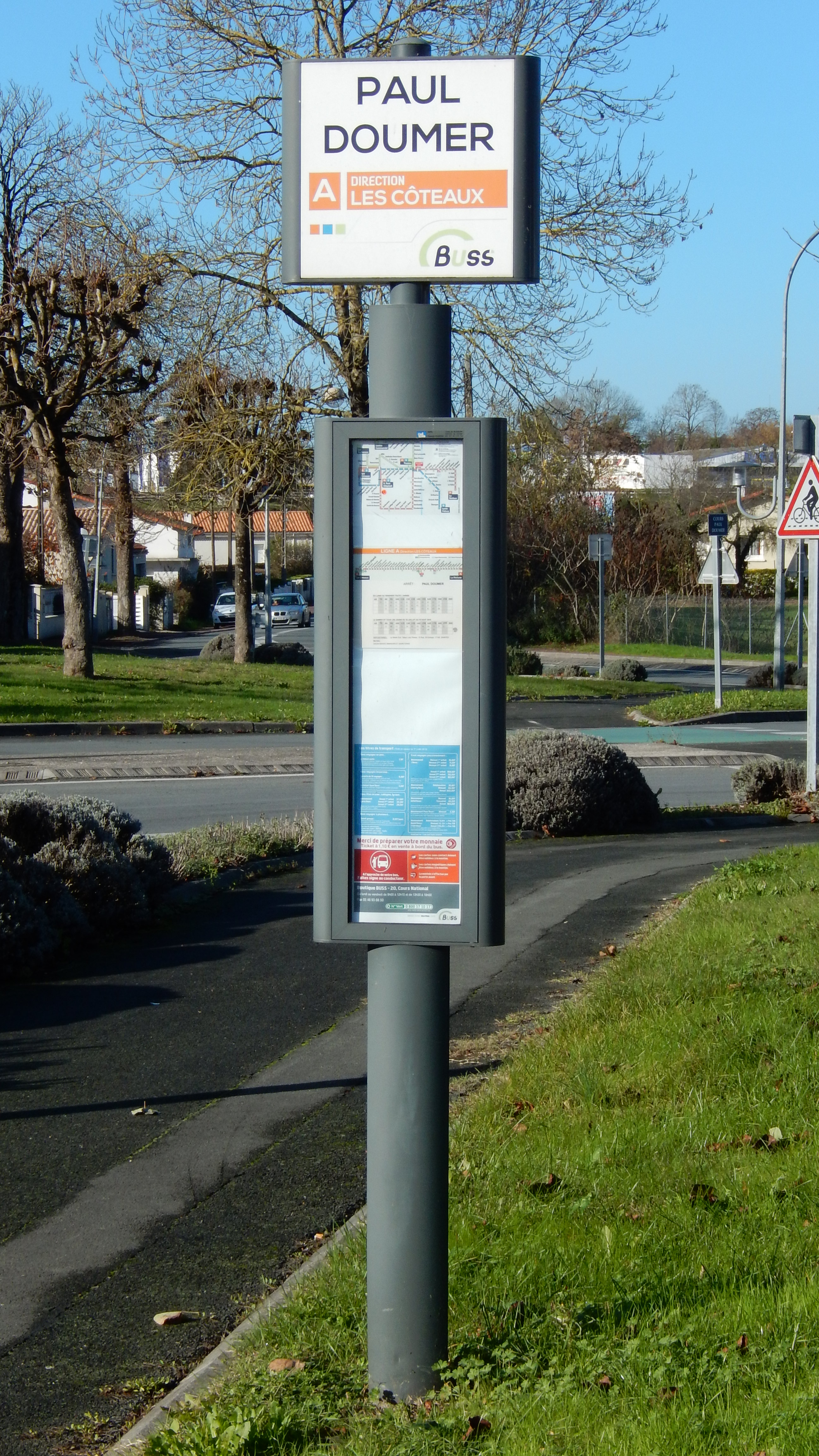
Le poteau de l'arrêt de bus Paul Doumer (ligne A).

En 2025, le réseau est composé de trois lignes urbaines, qui desservent Saintes et une partie de la commune de Saint-Georges-des-Coteaux, et qui convergent toutes vers l'arrêt « Théâtre », au niveau de l'esplanade du Maréchal-Foch, en centre-ville. L'arrêt se trouve non loin de la Boutique BUSS.
Il se compose également de quatre lignes « Allo'Buss », qui fonctionnent avec un système de quatre zones, et de plusieurs lignes à vocation scolaire, qui desservent les établissements scolaires de la communauté d'agglomération de Saintes.
Trois services de navettes sont proposés sur le réseau, l'un appelé « Navette Gare », au départ de la Gare de Saintes, le second appelé « Noctam'Buss », qui permet d'aller jusqu'à la boîte de nuit « Le Vegas » le vendredi et le samedi avec deux circuits, et la troisième appelé "Navette Coteaux" qui part de l'arrêt Coteaux en correspondance avec les lignes A et B et dépose les passagers là où ils veulent dans le Centre Commercial des Coteaux.

### Lignes urbaines
| Ligne | Caractéristiques | Caractéristiques                                                        | Caractéristiques                                                        | Caractéristiques                                                        | Caractéristiques                                                        | Caractéristiques                                                        | Caractéristiques                                                        | Caractéristiques                                                        | Caractéristiques                                                        |
| A     | Saint-Georges-des-Coteaux — Les Coteaux ⥋ Saintes — Gare SNCF | Saint-Georges-des-Coteaux — Les Coteaux ⥋ Saintes — Gare SNCF           | Saint-Georges-des-Coteaux — Les Coteaux ⥋ Saintes — Gare SNCF           | Saint-Georges-des-Coteaux — Les Coteaux ⥋ Saintes — Gare SNCF           | Saint-Georges-des-Coteaux — Les Coteaux ⥋ Saintes — Gare SNCF           | Saint-Georges-des-Coteaux — Les Coteaux ⥋ Saintes — Gare SNCF           | Saint-Georges-des-Coteaux — Les Coteaux ⥋ Saintes — Gare SNCF           | Saint-Georges-des-Coteaux — Les Coteaux ⥋ Saintes — Gare SNCF           | Saint-Georges-des-Coteaux — Les Coteaux ⥋ Saintes — Gare SNCF           |
| ----- | --- | ----------------------------------------------------------------------- | ----------------------------------------------------------------------- | ----------------------------------------------------------------------- | ----------------------------------------------------------------------- | ----------------------------------------------------------------------- | ----------------------------------------------------------------------- | ----------------------------------------------------------------------- | ----------------------------------------------------------------------- |
| A     | Ouverture / Fermeture 2 septembre 2013 / — | Longueur —                                                              | Durée 34 min                                                            | Nb. d’arrêts 31                                                         | Matériel Standards Midibus                                              | Jours de fonctionnement L, Ma, Me, J, V, S                              | Jour / Soir / Nuit / Fêtes O / N / N / N                                | Voy. / an —                                                             | Dépôt —                                                                 |
| A     | Desserte : - Communes : Saint-Georges-des-Coteaux, Saintes - Arrêts desservis : Les Côteaux • Champagne • Hôtels • Enclouse • Cours Genêt • Hôpital • Paul Doumer • Département • Arènes • Bouvard • Centre de secours • Tombouctou • Collège Quinet • Claude Debussy • Foyer Soleil • Pierre-Henri Simon • Gendarmerie • Sainte-Eustelle • Rabannières • Bellevue • Salvador Allende • Lycée Bellevue • Vélodrome • Reverseaux • Gare Routière • Théâtre • Poste • Sainte-Claire • Pérat • Lemercier • Gare SNCF                           |                                                                         |                                                                         |                                                                         |                                                                         |                                                                         |                                                                         |                                                                         |                                                                         |
| A     | Autre : - Particularités : Une information voyageurs est disponible pour permettre aux usagers de visualiser sur une carte leur bus en temps-réel. |                                                                         |                                                                         |                                                                         |                                                                         |                                                                         |                                                                         |                                                                         |                                                                         |
| A     | Dernière actualisation : — |                                                                         |                                                                         |                                                                         |                                                                         |                                                                         |                                                                         |                                                                         |                                                                         |
| B     | Saint-Georges-des-Coteaux — Parc Atlantique 3 ⥋ Saintes — Lycée Palissy | Saint-Georges-des-Coteaux — Parc Atlantique 3 ⥋ Saintes — Lycée Palissy | Saint-Georges-des-Coteaux — Parc Atlantique 3 ⥋ Saintes — Lycée Palissy | Saint-Georges-des-Coteaux — Parc Atlantique 3 ⥋ Saintes — Lycée Palissy | Saint-Georges-des-Coteaux — Parc Atlantique 3 ⥋ Saintes — Lycée Palissy | Saint-Georges-des-Coteaux — Parc Atlantique 3 ⥋ Saintes — Lycée Palissy | Saint-Georges-des-Coteaux — Parc Atlantique 3 ⥋ Saintes — Lycée Palissy | Saint-Georges-des-Coteaux — Parc Atlantique 3 ⥋ Saintes — Lycée Palissy | Saint-Georges-des-Coteaux — Parc Atlantique 3 ⥋ Saintes — Lycée Palissy |
| B     | Ouverture / Fermeture 2 septembre 2013 / — | Longueur —                                                              | Durée 31 min                                                            | Nb. d’arrêts 31                                                         | Matériel Standards Midibus                                              | Jours de fonctionnement L, Ma, Me, J, V, S                              | Jour / Soir / Nuit / Fêtes O / N / N / N                                | Voy. / an —                                                             | Dépôt —                                                                 |
| B     | Desserte : - Communes : Saint-Georges-des-Coteaux, Saintes - Arrêts desservis : Parc Atlantique 3 • Parc Atlantique 2 • Parc Atlantique 1 • Bellegarde • Les Côteaux • Champagne • CFA • Chemin Ferré • Clos Fleuri • Hôpital • Cours Genêt • Recouvrance • ZAC • MSA • Notre-Dame • Stade • Loti • Richelieu • Pasteur • Banque de France • Théâtre • Poste • Bassompierre • Jardin Public • Abbaye • Gautier • Gide • Saint-Maurice (direction Palissy) • Saint-Sorlin (direction Palissy) • Gascogne (direction Palissy) • Lycée Palissy |                                                                         |                                                                         |                                                                         |                                                                         |                                                                         |                                                                         |                                                                         |                                                                         |
| B     | Autre : - Particularités : Une information voyageurs est disponible pour permettre aux usagers de visualiser sur une carte leur bus en temps-réel. |                                                                         |                                                                         |                                                                         |                                                                         |                                                                         |                                                                         |                                                                         |                                                                         |
| B     | Dernière actualisation : — |                                                                         |                                                                         |                                                                         |                                                                         |                                                                         |                                                                         |                                                                         |                                                                         |
| C     | Saintes — Récluse ⥋ Saintes — Magézy | Saintes — Récluse ⥋ Saintes — Magézy                                    | Saintes — Récluse ⥋ Saintes — Magézy                                    | Saintes — Récluse ⥋ Saintes — Magézy                                    | Saintes — Récluse ⥋ Saintes — Magézy                                    | Saintes — Récluse ⥋ Saintes — Magézy                                    | Saintes — Récluse ⥋ Saintes — Magézy                                    | Saintes — Récluse ⥋ Saintes — Magézy                                    | Saintes — Récluse ⥋ Saintes — Magézy                                    |
| C     | Ouverture / Fermeture 2 septembre 2013 / — | Longueur —                                                              | Durée 35 min                                                            | Nb. d’arrêts 33                                                         | Matériel Standards Midibus                                              | Jours de fonctionnement L, Ma, Me, J, V, S                              | Jour / Soir / Nuit / Fêtes O / N / N / N                                | Voy. / an —                                                             | Dépôt —                                                                 |
| C     | Desserte : - Communes : Saintes - Arrêts desservis : Récluse • Vallon • Monnet • Grève • Cupé • Nivelles • Collège Agrippa • Dufaure • Malakoff • Lemercier • Gare SNCF • Gustave Fort • Cité entrepreunariale • Poste • Théâtre • Banque de France • Pasteur • Richelieu • Cité Saint Georges • Séminaires • Carrières • Hôpital • Cours Genêt • Recouvrance • ZAC • Brûlerie • Aquarelle • Guyarderie • Cimetière • Santones • Fenêtre • Massiou • Magézy                                                                                 |                                                                         |                                                                         |                                                                         |                                                                         |                                                                         |                                                                         |                                                                         |                                                                         |
| C     | Autre : - Particularités : Une information voyageurs est disponible pour permettre aux usagers de visualiser sur une carte leur bus en temps-réel. |                                                                         |                                                                         |                                                                         |                                                                         |                                                                         |                                                                         |                                                                         |                                                                         |
| C     | Dernière actualisation : — |                                                                         |                                                                         |                                                                         |                                                                         |                                                                         |                                                                         |                                                                         |                                                                         |

### Allo'Buss
| Ligne  | Caractéristiques | Caractéristiques                    | Caractéristiques                    | Caractéristiques                    | Caractéristiques                    | Caractéristiques                           | Caractéristiques                         | Caractéristiques                    | Caractéristiques                    |
| Zone 1 | Allo'Buss - Zone 1 | Allo'Buss - Zone 1                  | Allo'Buss - Zone 1                  | Allo'Buss - Zone 1                  | Allo'Buss - Zone 1                  | Allo'Buss - Zone 1                         | Allo'Buss - Zone 1                       | Allo'Buss - Zone 1                  | Allo'Buss - Zone 1                  |
| Zone 1 | Chaniers ⥋ Quartiers Est de Saintes | Chaniers ⥋ Quartiers Est de Saintes | Chaniers ⥋ Quartiers Est de Saintes | Chaniers ⥋ Quartiers Est de Saintes | Chaniers ⥋ Quartiers Est de Saintes | Chaniers ⥋ Quartiers Est de Saintes        | Chaniers ⥋ Quartiers Est de Saintes      | Chaniers ⥋ Quartiers Est de Saintes | Chaniers ⥋ Quartiers Est de Saintes |
| ------ | --- | ----------------------------------- | ----------------------------------- | ----------------------------------- | ----------------------------------- | ------------------------------------------ | ---------------------------------------- | ----------------------------------- | ----------------------------------- |
| Zone 1 | Ouverture / Fermeture 2 septembre 2013 / — | Longueur —                          | Durée —                             | Nb. d’arrêts 38                     | Matériel Master                     | Jours de fonctionnement L, Ma, Me, J, V, S | Jour / Soir / Nuit / Fêtes O / N / N / N | Voy. / an —                         | Exploitant Keolis Saintes           |
| Zone 1 | Desserte : - Communes : Chaniers, Saintes - Arrêts desservis : Abbayes • Gare SNCF • Malakoff • Pérat • Sainte-Claire •Marché St Pierre• La Poste • Théâtre                                |                                     |                                     |                                     |                                     |                                            |                                          |                                     |                                     |
| Zone 1 | Autre : - Le service nécessite une réservation par téléphone. |                                     |                                     |                                     |                                     |                                            |                                          |                                     |                                     |
| Zone 1 | Dernière actualisation : — |                                     |                                     |                                     |                                     |                                            |                                          |                                     |                                     |
| Zone 2 | Allo'Buss - Zone 2 | Allo'Buss - Zone 2                  | Allo'Buss - Zone 2                  | Allo'Buss - Zone 2                  | Allo'Buss - Zone 2                  | Allo'Buss - Zone 2                         | Allo'Buss - Zone 2                       | Allo'Buss - Zone 2                  | Allo'Buss - Zone 2                  |
| Zone 2 | Bussac-sur-Charente ⥋ Fontcouverte |                                     |                                     |                                     |                                     |                                            |                                          |                                     |                                     |
| Zone 2 | Ouverture / Fermeture 2 septembre 2013 / — | Longueur —                          | Durée —                             | Nb. d’arrêts 44                     | Matériel Master                     | Jours de fonctionnement L, Ma, Me, J, V, S | Jour / Soir / Nuit / Fêtes O / N / N / N | Voy. / an —                         | Exploitant Keolis Saintes           |
| Zone 2 | Desserte : - Communes : Saint-Georges-des-Coteaux, Saintes - Arrêts desservis : Malakoff • Gare SNCF • Pérat • Sainte-Claire• Abbaye • Marché St Pierre • La Poste • Théâtre               |                                     |                                     |                                     |                                     |                                            |                                          |                                     |                                     |
| Zone 2 | Autre : - Le service nécessite une réservation par téléphone. |                                     |                                     |                                     |                                     |                                            |                                          |                                     |                                     |
| Zone 2 | Dernière actualisation : — |                                     |                                     |                                     |                                     |                                            |                                          |                                     |                                     |
| Zone 3 | Allo'Buss - Zone 3 | Allo'Buss - Zone 3                  | Allo'Buss - Zone 3                  | Allo'Buss - Zone 3                  | Allo'Buss - Zone 3                  | Allo'Buss - Zone 3                         | Allo'Buss - Zone 3                       | Allo'Buss - Zone 3                  | Allo'Buss - Zone 3                  |
| Zone 3 | Saint-Georges-des-Coteaux ⥋ Quartiers Nord de Saintes |                                     |                                     |                                     |                                     |                                            |                                          |                                     |                                     |
| Zone 3 | Ouverture / Fermeture 2 septembre 2013 / — | Longueur —                          | Durée —                             | Nb. d’arrêts 43                     | Matériel Master                     | Jours de fonctionnement L, Ma, Me, J, V, S | Jour / Soir / Nuit / Fêtes O / N / N / N | Voy. / an —                         | Exploitant Keolis Saintes           |
| Zone 3 | Desserte : - Communes : Saint-Georges-des-Coteaux, Saintes - Arrêts desservis : Les Côteaux • Hôpital • Centre Commercial • Aquarelle • Théâtre • Marché St Pierre                         |                                     |                                     |                                     |                                     |                                            |                                          |                                     |                                     |
| Zone 3 | Autre : - Le service nécessite une réservation par téléphone. |                                     |                                     |                                     |                                     |                                            |                                          |                                     |                                     |
| Zone 3 | Dernière actualisation : — |                                     |                                     |                                     |                                     |                                            |                                          |                                     |                                     |
| Zone 4 | Allo'Buss - Zone 4 | Allo'Buss - Zone 4                  | Allo'Buss - Zone 4                  | Allo'Buss - Zone 4                  | Allo'Buss - Zone 4                  | Allo'Buss - Zone 4                         | Allo'Buss - Zone 4                       | Allo'Buss - Zone 4                  | Allo'Buss - Zone 4                  |
| Zone 4 | Les Gonds ↔ Chermignac ↔ Thénac ⥋ Quartiers Ouest de Saintes |                                     |                                     |                                     |                                     |                                            |                                          |                                     |                                     |
| Zone 4 | Ouverture / Fermeture 2 septembre 2013 / — | Longueur —                          | Durée —                             | Nb. d’arrêts 48                     | Matériel Master                     | Jours de fonctionnement L, Ma, Me, J, V, S | Jour / Soir / Nuit / Fêtes O / N / N / N | Voy. / an —                         | Exploitant Keolis Saintes           |
| Zone 4 | Desserte : - Communes : Les Gonds, Chermignac, Thénac, Saintes - Arrêts desservis : Les Côteaux • Hôpital • Centre Commercial • Aquarelle • Théâtre • Marché St Pierre • Z.I des Charriers |                                     |                                     |                                     |                                     |                                            |                                          |                                     |                                     |
| Zone 4 | Autre : - Le service nécessite une réservation par téléphone. |                                     |                                     |                                     |                                     |                                            |                                          |                                     |                                     |
| Zone 4 | Dernière actualisation : — |                                     |                                     |                                     |                                     |                                            |                                          |                                     |                                     |

### Lignes scolaires
| Ligne | Caractéristiques | Caractéristiques                                                 | Caractéristiques                                                 | Caractéristiques                                                 | Caractéristiques                                                 | Caractéristiques                                                 | Caractéristiques                                                 | Caractéristiques                                                 | Caractéristiques                                                 |
| C+    | Saintes — Sainte Claire ⥋ Saintes — Lycée Palissy | Saintes — Sainte Claire ⥋ Saintes — Lycée Palissy                | Saintes — Sainte Claire ⥋ Saintes — Lycée Palissy                | Saintes — Sainte Claire ⥋ Saintes — Lycée Palissy                | Saintes — Sainte Claire ⥋ Saintes — Lycée Palissy                | Saintes — Sainte Claire ⥋ Saintes — Lycée Palissy                | Saintes — Sainte Claire ⥋ Saintes — Lycée Palissy                | Saintes — Sainte Claire ⥋ Saintes — Lycée Palissy                | Saintes — Sainte Claire ⥋ Saintes — Lycée Palissy                |
| ----- | --- | ---------------------------------------------------------------- | ---------------------------------------------------------------- | ---------------------------------------------------------------- | ---------------------------------------------------------------- | ---------------------------------------------------------------- | ---------------------------------------------------------------- | ---------------------------------------------------------------- | ---------------------------------------------------------------- |
| C+    | Ouverture / Fermeture — / — | Longueur —                                                       | Durée 17 min                                                     | Nb. d’arrêts 16                                                  | Matériel Midibus                                                 | Jours de fonctionnement L, Ma, Me, J, V                          | Jour / Soir / Nuit / Fêtes O / N / N / N                         | Voy. / an —                                                      | Dépôt —                                                          |
| C+    | Desserte : - Communes : Saintes - Arrêts desservis : Sainte Claire • Pérat • Olympia • Gare SNCF • Malakoff • Dufaure • Collège Agrippa • Nivelles • Cupé • Grève • Monnet • Vallon • Récluse • Rabelais • Montplaisir • Lycée Palissy |                                                                  |                                                                  |                                                                  |                                                                  |                                                                  |                                                                  |                                                                  |                                                                  |
| C+    | Autre : - Particularités : Une information voyageurs est disponible pour permettre aux usagers de visualiser sur une carte leur bus en temps-réel. |                                                                  |                                                                  |                                                                  |                                                                  |                                                                  |                                                                  |                                                                  |                                                                  |
| C+    | Dernière actualisation : — |                                                                  |                                                                  |                                                                  |                                                                  |                                                                  |                                                                  |                                                                  |                                                                  |
| 13    | Saintes — Agrippa d'Aubigné ⥋ Migron — Azac | Saintes — Agrippa d'Aubigné ⥋ Migron — Azac                      | Saintes — Agrippa d'Aubigné ⥋ Migron — Azac                      | Saintes — Agrippa d'Aubigné ⥋ Migron — Azac                      | Saintes — Agrippa d'Aubigné ⥋ Migron — Azac                      | Saintes — Agrippa d'Aubigné ⥋ Migron — Azac                      | Saintes — Agrippa d'Aubigné ⥋ Migron — Azac                      | Saintes — Agrippa d'Aubigné ⥋ Migron — Azac                      | Saintes — Agrippa d'Aubigné ⥋ Migron — Azac                      |
| 13    | Ouverture / Fermeture 1er septembre 2018 / — | Longueur —                                                       | Durée 52 min                                                     | Nb. d’arrêts 14                                                  | Matériel Irisbus Crossway / Mercedes Intouro II M                | Jours de fonctionnement L, Ma, Me, J, V                          | Jour / Soir / Nuit / Fêtes O / N / N / N                         | Voy. / an —                                                      | Dépôt —                                                          |
| 13    | Desserte : - Communes : Saintes • La Chapelle-des-Pots • Saint Césaire • Saint-Bris-des-Bois • Burie • Villars-les-Bois • Migron - Arrêts desservis : Agrippa d'Aubigné • École • La Turpaudière • Église • Les Chaumes • Les Bujoliers • Commerce • Chez Corsin • Mairie de Burie • Pouvet • Mairie de Villars • Le Bourg • Tournay • Azac                                                                            |                                                                  |                                                                  |                                                                  |                                                                  |                                                                  |                                                                  |                                                                  |                                                                  |
| 13    | Évolution : À partir du 4 novembre 2024 : Suppression de l'arrêt Chautabry, ajout de l'arrêt École (auparavant sur la ligne 14) Autre : |                                                                  |                                                                  |                                                                  |                                                                  |                                                                  |                                                                  |                                                                  |                                                                  |
| 13    | Dernière actualisation : — |                                                                  |                                                                  |                                                                  |                                                                  |                                                                  |                                                                  |                                                                  |                                                                  |
| 13HC  | Saintes — Agrippa d'Aubigné ⥋ Saint-Sauvant — Monument aux Morts | Saintes — Agrippa d'Aubigné ⥋ Saint-Sauvant — Monument aux Morts | Saintes — Agrippa d'Aubigné ⥋ Saint-Sauvant — Monument aux Morts | Saintes — Agrippa d'Aubigné ⥋ Saint-Sauvant — Monument aux Morts | Saintes — Agrippa d'Aubigné ⥋ Saint-Sauvant — Monument aux Morts | Saintes — Agrippa d'Aubigné ⥋ Saint-Sauvant — Monument aux Morts | Saintes — Agrippa d'Aubigné ⥋ Saint-Sauvant — Monument aux Morts | Saintes — Agrippa d'Aubigné ⥋ Saint-Sauvant — Monument aux Morts | Saintes — Agrippa d'Aubigné ⥋ Saint-Sauvant — Monument aux Morts |
| 13HC  | Ouverture / Fermeture 4 novembre 2024 / — | Longueur —                                                       | Durée 41 min                                                     | Nb. d’arrêts 20                                                  | Matériel Irisbus Crossway / Mercedes Intouro II M                | Jours de fonctionnement L, Ma, Me, J, V                          | Jour / Soir / Nuit / Fêtes O / N / N / N                         | Voy. / an —                                                      | Dépôt —                                                          |
| 13HC  | Desserte : - Communes : Saintes • Chaniers • La Chapelle-des-Pots • Saint-Bris-des-Bois • Saint Césaire • Saint-Sauvant - Arrêts desservis : Agrippa d'Aubigné • Haras • Rabelais • Récluse • Vallon • Terrefort Bas • Terrefort Haut • Chemin Bertaud • Corbin • Bergeronnettes • Jumelage • Maine Alain • Chez Corbineau • Les Landes • École • Commerce • Les Bujoliers • Les Chaumes • Église • Monument aux Morts |                                                                  |                                                                  |                                                                  |                                                                  |                                                                  |                                                                  |                                                                  |                                                                  |
| 13HC  | Évolution : Ligne créée lors de la restructuration importante du réseau en novembre 2024. Auparavant, un itinéraire similaire à cette ligne était utilisé lors du passage de la rentrée de 9h de la ligne 13. Autre : |                                                                  |                                                                  |                                                                  |                                                                  |                                                                  |                                                                  |                                                                  |                                                                  |
| 13HC  | Dernière actualisation : — |                                                                  |                                                                  |                                                                  |                                                                  |                                                                  |                                                                  |                                                                  |                                                                  |

### Navettes

#### Noctam'Buss
| Ligne       | Caractéristiques | Caractéristiques         | Caractéristiques         | Caractéristiques         | Caractéristiques         | Caractéristiques             | Caractéristiques                         | Caractéristiques         | Caractéristiques          |
| Circuit n°1 | Saint-Sorlin ⥋ Le Végas | Saint-Sorlin ⥋ Le Végas  | Saint-Sorlin ⥋ Le Végas  | Saint-Sorlin ⥋ Le Végas  | Saint-Sorlin ⥋ Le Végas  | Saint-Sorlin ⥋ Le Végas      | Saint-Sorlin ⥋ Le Végas                  | Saint-Sorlin ⥋ Le Végas  | Saint-Sorlin ⥋ Le Végas   |
| ----------- | --- | ------------------------ | ------------------------ | ------------------------ | ------------------------ | ---------------------------- | ---------------------------------------- | ------------------------ | ------------------------- |
| Circuit n°1 | Ouverture / Fermeture 1995 / 2018 | Longueur —               | Durée 24 min             | Nb. d’arrêts 13          | Matériel —               | Jours de fonctionnement V, S | Jour / Soir / Nuit / Fêtes N / O / O / N | Voy. / an —              | Exploitant Keolis Saintes |
| Circuit n°1 | Desserte : - Communes : Saintes - Arrêts desservis : Saint-Sorlin • La Récluse • Le Vallon • La Grève • Agrippe d'Aubigné • Gare SNCF • Pérat/Sainte-Claire • Pérat/Sainte-Claire • La Poste • Théâtre • Gare Routière • Lycée Bellevue • P.H. Simon • Le Végas |                          |                          |                          |                          |                              |                                          |                          |                           |
| Circuit n°1 | Autre : - La navette est gratuite - Le circuit ne fait que l'aller - Le départ pour le retour depuis la boîte de nuit "Le Végas" se fait à 5h du matin |                          |                          |                          |                          |                              |                                          |                          |                           |
| Circuit n°1 | Dernière actualisation : — |                          |                          |                          |                          |                              |                                          |                          |                           |
| Circuit n°2 | Base de Paban ⥋ Le Végas | Base de Paban ⥋ Le Végas | Base de Paban ⥋ Le Végas | Base de Paban ⥋ Le Végas | Base de Paban ⥋ Le Végas | Base de Paban ⥋ Le Végas     | Base de Paban ⥋ Le Végas                 | Base de Paban ⥋ Le Végas | Base de Paban ⥋ Le Végas  |
| Circuit n°2 | Ouverture / Fermeture 1995 / 2018 | Longueur —               | Durée 30 min             | Nb. d’arrêts 9           | Matériel —               | Jours de fonctionnement V, S | Jour / Soir / Nuit / Fêtes N / O / O / N | Voy. / an —              | Exploitant Keolis Saintes |
| Circuit n°2 | Desserte : - Communes : Saintes - Arrêts desservis : Base de Paban • Diconche • Croix Lagord • Fenêtre • Théâtre • Banque de France • Recouvrance • Le Végas |                          |                          |                          |                          |                              |                                          |                          |                           |
| Circuit n°2 | Autre : - La navette est gratuite - Le circuit ne fait que l'aller - Le départ pour le retour depuis la boîte de nuit "Le Végas" se fait à 5h du matin |                          |                          |                          |                          |                              |                                          |                          |                           |
| Circuit n°2 | Dernière actualisation : — |                          |                          |                          |                          |                              |                                          |                          |                           |

#### Navette Gare
La Navette Gare est un service de transport à la demande qui permet d'aller à la gare de Saintes depuis n'importe quel arrêt des lignes A, B et C, ou d'emmener les passagers arrivant à la gare à n'importe quel arrêt de ces lignes. Elle fonctionne du lundi au samedi, de 6 h 00 à 7 h 30 et de 19 h 30 à 22 h 00, et le dimanche et les jours fériés, avec six départs dans la journée, pour ceux qui arrivent à la gare. Pour ceux qui vont à la gare, deux arrivées sont proposées par jour, l'une à 6 h 34 et l'autre à 6 h 57, du lundi au vendredi.
Cette navette n'est pas gratuite, et accepte l'ensemble des titres de transport Buss à son bord.

## Parc de véhicules
En juin 2025, le parc d'autobus et de bus du réseau Buss est composé de 48 véhicules dont 9 bus standards, 5 midibus, 9 minibus et 25 autocars. Au sein de cette flotte, les véhicules sont équipés de moteurs Diesel.

### Bus standards
| Constructeur | Modèle | Nombre | Numéros de parc | Période de mise en service        | Affectation              | Observation |
| ------------ | ------ | ------ | --------------- | --------------------------------- | ------------------------ | ----------- |
| Heuliez Bus  | GX 327 | 3      | 805-807         | Entre mai 2011 à décembre 2013    | A, B, C, La Navette Gare | –           |
| Heuliez Bus  | GX 337 | 6      | 808-813         | Entre septembre 2014 à avril 2021 | A, B, C, La Navette Gare | –           |

### Midibus
| Constructeur | Modèle   | Nombre | Numéros de parc | Période de mise en service         | Affectation | Observation |
| ------------ | -------- | ------ | --------------- | ---------------------------------- | ----------- | ----------- |
| Heuliez Bus  | GX 127   | 1      | 607             | Septembre 2012                     | A, B, C     | –           |
| Heuliez Bus  | GX 127 L | 1      | 704             | décembre 2013                      | A, B, C     | –           |
| Heuliez Bus  | GX 137   | 2      | 608-609         | Entre février 2018 et octobre 2021 | A, B, C     | –           |
| Heuliez Bus  | GX 137 L | 1      | 705             | Octobre 2014                       | A, B, C     | –           |

### Minibus
| Constructeur           | Modèle          | Nombre | Numéros de parc | Période de mise en service        | Affectation                    | Observation |
| ---------------------- | --------------- | ------ | --------------- | --------------------------------- | ------------------------------ | ----------- |
| Fiat/Dietrich          | City 21         | 1      | 142014          | Avril 2014                        | Zone 1, Zone 2, Zone 3, Zone 4 | –           |
| Renault/Dietrich       | Master III      | 1      | 505             | Février 2008                      | Zone 1, Zone 2, Zone 3, Zone 4 | –           |
| Renault/Dietrich       | Master III TPMR | 3      | 506-507-510     | Entre mars 2011 et septembre 2024 | Zone 1, Zone 2, Zone 3, Zone 4 | –           |
| Mercedes-Benz/Dietrich | City 23         | 2      | 400-401         | Juillet 2020                      | C                              | –           |
| Iveco Bus              | Daily Minibus   | 2      | 301-302         | Septembre 2024                    | AlloBuss, C+, 1,2,3            | –           |

### Autocars
| Constructeur      | Modèle     | Nombre | Numéros de parc                         | Période de mise en service       | Affectation      | Observation                                                                |
| ----------------- | ---------- | ------ | --------------------------------------- | -------------------------------- | ---------------- | -------------------------------------------------------------------------- |
| Irisbus           | Crossway   | 16     | 083105, 083109-083119, 093142-093145    | Entre mai 2008 et mai 2009       | Lignes scolaires | Sous-traitance de Keolis Littoral.                                         |
| Mercedes-Benz Bus | Intouro II | 9      | 901-905, 123136, 143229, 153225, 153233 | Entre août 2012 et novembre 2015 | Lignes scolaires | Sous-traitance de Keolis Littoral pour les numéros de parc à six chiffres. |

### Dépôts
- Le dépôt de RATP Dev Saintes est situé dans la principauté, au Rue des Perches, 17100 Saintes